# Eric Jernberg
Eric Jernberg, född 28 mars 1988, är en svensk före detta fotbollsspelare. 

## Karriär
Jernbergs moderklubb är Edsvalla IF. Som 15-åring gick han över till Carlstad United.
Inför säsongen 2010 gick Jernberg till Degerfors IF. Han spelade totalt 112 ligamatcher under sex säsonger. Efter säsongen 2015 fick Jernberg lämna klubben.
Till säsongen 2016 skrev Jernberg på för Carlstad United. I november 2016 förlängde han sitt kontrakt med ett år. I november 2017 förlängde Jernberg sitt kontrakt med ytterligare ett år. I oktober 2018 förlängde han återigen sitt kontrakt med ett år.